# San La Muerte

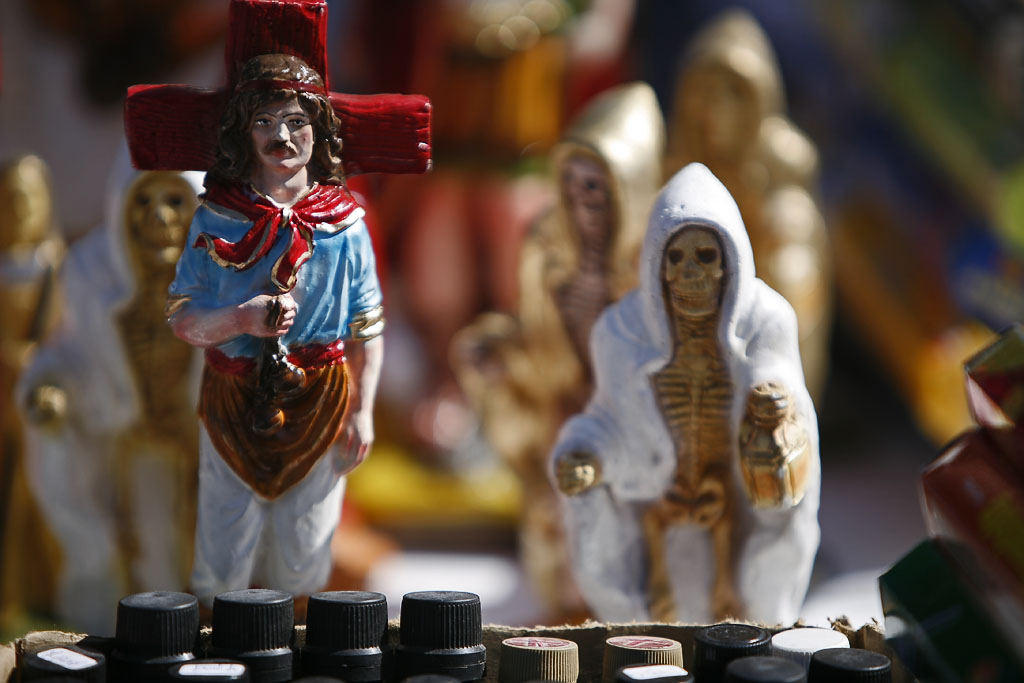
San La Muerte (a destra) insieme a Gauchito Gil

San La Muerte è un santo popolare, cioè una figura oggetto di venerazione non riconosciuta ufficialmente dalla chiesa cattolica o da altra religione.
È noto anche come Señor de la buena Muerte, Señor de la Paciencia, San justo Nuestro Señor de la Buena Muerte, nuestro Señor de Dios y de la Muerte, san Esqueleto, Ayucaba, Señor que Todo lo Puede, San Severo de la Muerte o anche solamente come San.

## Origini
La prima rappresentazione di San La Muerte risale al 1735, incisa in una tavoletta lignea. Allora si usava stringere tra le mani lo scheletrino di ossa finché non avesse esaudito il desiderio del suo devoto; se falliva, lo si appendeva a testa in giù. Secondo una leggenda era un monaco, probabilmente gesuita o francescano, che curava gli indigeni e i poveri nella provincia di Corrientes verso la metà del Settecento. Accusato di stregoneria, fu rinchiuso in una cella la cui porta fu sigillata. Dal basso della porta gli passavano il cibo. Dopo sette giorni la cella venne aperta perché il frate doveva essere consegnato alle autorità per essere pubblicamente torturato. Ma nella cella trovarono solo le sue ossa. Egli alzò la mano per indicare il suo principale accusatore, che, insieme agli altri suoi persecutori, morì di una misteriosa malattia.

## Raffigurazioni
La sua immagine rappresenta uno scheletro con il mantello, incappucciato, ritto in piedi, con una falce nella destra (La Giustizia). Il mantello è nero, bianco o rosso, a rappresentare le diverse energie che il devoto ricerca in esso. A volte è raffigurato accovacciato (la santa Pazienza), oppure seduto su un trono (Il Guardiano). La sua immagine, incorporata, tatuata o incisa, teneva lontana la morte, procurandola invece ai nemici. Il culto è diffuso nel nord-est dell'Argentina, ed è parallelo a quello di Gauchito Gil, protettore dei peones e dei gaúcho. San La Muerte, invece, protegge i poliziotti e i ladri, e, in genere, chi conduce una vita pericolosa. Molti detenuti si fanno tatuare la sua immagine sul petto; alcuni si fanno inserire sotto pelle un piccolo scheletro piatto di osso. Sembra che l'immagine più efficace sia d'osso e non superi i dieci centimetri di altezza.

## Culto
Molti dei rituali coinvolti in questo culto assomigliano a quelli delle usanze cattoliche in quanto i fedeli usano rosari, candele e preghiere.
Il suo culto è di origine guaranì e non è dissimile da quello messicano della Santa Muerte, o del guatemalteco Rey Pascual. A Buenos Aires ci sono circa trenta tempietti in onore del "milagrero" San La Muerte, che viene invocato perché vendichi torti e ingiustizie, soprattutto amorose, e a cui vengono fatte offerte, che vanno dal cibo ai sigari, al whisky, ai fiori, agli oggetti d'oro. Davanti alla sua immagine si pongono candele, ceri e preghiere scritte. Siccome si ritiene che la sua immagine non sia efficace se non è stata benedetta, e la Chiesa cattolica si rifiuta di benedirla, i suoi devoti partecipano alla messa con l'immagine di San La Muerte nascosta e quando il prete impartisce la benedizione prendono in mano la statuina per trasmetterle la benedizione. La Chiesa cattolica non lo riconosce come santo; tuttavia non è neppure una divinità pagana, in quanto i suoi fedeli credono in Dio.
Non ha una festività particolare: i suoi giorni speciali sono il Venerdì Santo e il Giorno dei morti.